# East Bower
East Bower – osada w Anglii, w Somerset. East Bower jest wspomniana w Domesday Book (1086) jako Bur/Burh.